# هيتمان الجيش الزابوروجي
هيتمان الجيش الزاباروجي ((بالأوكرانية: Гетьман Війська Запорозького)، (باللاتينية: Cosaccorum Zaporoviesium Supremus Belli Dux)) هو لقب رأس الدولة في هتمانات القوزاق.
ألغت الحكومة الروسية هذا المنصب في عام 1764.

## التاريخ
أُنشئ هذا المنصب على يد بوهدان خميلينتسكي خلال عهد هتمانات القوزاق في منتصف القرن السابع عشر. وخلال تلك الفترة، كان المنصب انتخابيًا. وجرت جميع الانتخابات، باستثناء الانتخابات الأولى، في المجلس الأعلى في تشيهيرين، التي كانت عاصمة هيتمان حتى عام 1669.
بعد اتفاقية بيرياسلاف عام 1654، انحاز عدد من كبار القوزاق إلى روسيا القيصرية، وفي عام 1663، عقدوا المجلس الأسود [الإنجليزية] عام 1663 في نيجين، والذي انتخب إيفان بريوخوفيتسكي [الإنجليزية] هيتمانًا بديلًا. ومنذ هزيمة بيترو دوروشينكو [الإنجليزية] عام 1669، تبنى الهيتمان المنتخبون الموالون لروسيا، والذين كانوا يقيمون في باتورين، لقب هيتمان. خلال حرب الشمال العظمى، قرر أحدهم، وهو إيفان مازيبا، الثورة على الحكم الروسي عام 1708، مما ألحق لاحقًا عواقب وخيمة بالدولة القوزاقية وجيش زابوروجيان. نُقلت الإدارة إلى هلوخيف، حيث أُعدمت دمية رمزية [الإنجليزية] لمازيبا علنًا، وأعلنت الكنيسة الروسية الأرثوذكسية لعنته.
بموجب مرسوم صادر عن مجلس الشيوخ الروسي الحاكم [الإنجليزية] في 17 نوفمبر 1764، أُلغي هذا المنصب في سياق توسع الأراضي الروسية نحو ساحل البحر الأسود.